# Ephedra fedtschenkoae
{{#ifeq:0|0|{{#if:|{{#if:Ephedrafedtschenkoae|[[]}}|}}}}
Ephedra fedtschenkoae — вид голонасінних рослин класу гнетоподібних.

## Поширення, екологія
Країни проживання: Китай (Сіньцзян); Киргизстан; Монголія; Росія (Алтайський край, Читинська область, Красноярський край, Тува); Таджикистан. Росте на висотах від 1900 м до 3800 м. Чагарник або напівчагарник росте в середніх і верхніх поясах гір. Зростає в скелястих районах, кам'янистих степи і альпійські луках.

## Використання
Стебла більшості членів цього роду містять алкалоїд ефедрин і відіграють важливу роль в лікуванні астми та багатьох інших скарг дихальної системи.

## Загрози та охорона
Немає серйозних загроз в даний час. Є у 2 ботанічних садах. Ареал перетинає численні охоронні території.
| Шишки секвоядендрону | Це незавершена стаття про голонасінні. Ви можете допомогти проєкту, виправивши або дописавши її. |